# Юрій Ігорович
Юрій Ігорович (*д/н — 1237) — князь рязанський у 1235—1237 роках.

## Життєпис
Стосовно батьків точаться дискусії. За однією версією був молодшим сином князя Ігоря Глібовича, а за іншою — старшим сином Інгвара Ігоровича. На користь першої є згадка в Новгородському літописі, а другого — у Воскресенському. Разом з тим є свідчення, що на цей час в Юрія був сином Федір. Якщо припустити, що Юрія син Інгвара, то той на 1237 рік повинен був досить старим. Але відповідно до російського історика В.Татищева Інгвар Ігорович помер у 1235 році (нічим не підтверджено) й тому імовірно, що Юрій Інгварович міг мати сина. Разом з тим в більшості відомостях Юрій вказується саме як Ігорович (окрім Воскресенського літопису).
Більш імовірно, що Юрій був братом Інгвара, якого той зробив 1235 року своїм співкнязем за рязанською традицією. також можливо, що перед тим Юрій був пронським князем, оскільки на час вторгнення монголів його родина перебувала саме в цьому місті. 1237 року князь Роман Коломенський (син Інгвара Ігоровича) рушив за підтримкою до великого князя володимирського Юрія Всеволодовича, а Інгвар Ігорович вирушив до Михайла Всеволодовича, князя Чернігівського. Втім з жодного боку рязанці не дістали допомоги, оскільки монголи здійснювали напад за 4 напрямками —  від кордонів Чернігівщини до Суздаля.
У Повісті про розорення Рязані Батиєм є згадка про битву з монголами на річці Вороніж, де начебто Юрій й загинув. Проте Галицько-Волинський літопис чітко вказує, що Юрія було схоплено хитрістю невдовзі після захоплення Рязані. Його разом з родиною було страчено.